# Alpha Ethniki 1961-1962
L'Alpha Ethniki 1961-1962 fu la 26ª edizione della massima serie del campionato di calcio greco, conclusa con la vittoria del Panathīnaïkos, al suo sesto titolo e terzo consecutivo.
Capocannoniere del torneo fu Kōstas Nestoridīs (AEK Atene), con 29 reti.

## Formula
Come nelle stagioni precedenti le squadre partecipanti furono 16 e disputarono un girone di andata e ritorno per un totale di 30 partite con le ultime due retrocesse in Beta Ethniki.
Il punteggio prevedeva tre punti per la vittoria, due per il pareggio e uno per la sconfitta.
L'Apollon Kalamarias fu penalizzato di un punto.
Le squadre ammesse alle coppe europee furono due: i campioni alla Coppa dei Campioni 1962-1963 e la perdente della coppa nazionale alla Coppa delle Coppe 1962-1963.

## Squadre partecipanti
| Squadra            | Città      | Stadio | Stagione 1960-1961 |
| ------------------ | ---------- | ------ | ------------------ |
| AEK Atene          | Atene      |        | 4°                 |
| Apollōn Kalamarias | Kalamaria  |        | 13°                |
| Apollōn Smyrnīs    | Atene      |        | 5°                 |
| Arīs Salonicco     | Salonicco  |        | 12°                |
| Doxa Dramas        | Drama      |        | 7°                 |
| Egaleo             | Egaleo     |        | Beta Ethniki       |
| Ethnikos Pireo     | Il Pireo   |        | 6°                 |
| Fostiras           | Tavros     |        | 9°                 |
| Īraklīs            | Salonicco  |        | 8°                 |
| Nikī Volo          | Volos      |        | Beta Ethniki       |
| Olympiacos         | Il Pireo   |        | 2°                 |
| Panathīnaïkos      | Atene      |        | Campione di Grecia |
| Panelefsiniakos    | Eleusi     |        | Beta Ethniki       |
| Paniōnios          | Nea Smyrnī |        | 3°                 |
| PAOK               | Salonicco  |        | 10°                |
| Proodeftikī        | Korydallos |        | 11°                |

## Classifica finale
|                   | Pos. | Squadra            | Pt | G  | V  | N  | P  | GF | GS | DR  |
| ----------------- | ---- | ------------------ | -- | -- | -- | -- | -- | -- | -- | --- |
| Grecia (bandiera) | 1.   | Panathīnaïkos      | 81 | 30 | 23 | 5  | 2  | 88 | 32 | +56 |
|                   | 2.   | Olympiacos         | 78 | 30 | 22 | 4  | 4  | 65 | 23 | +42 |
|                   | 3.   | Apollōn Smyrnīs    | 74 | 30 | 19 | 6  | 5  | 55 | 26 | +29 |
|                   | 4.   | AEK Atene          | 73 | 30 | 19 | 5  | 6  | 73 | 31 | +42 |
|                   | 5.   | Paniōnios          | 61 | 30 | 12 | 8  | 10 | 43 | 40 | +3  |
|                   | 6.   | PAOK               | 60 | 30 | 12 | 6  | 12 | 32 | 43 | -11 |
|                   | 7.   | Ethnikos Pireo     | 58 | 30 | 8  | 12 | 10 | 27 | 32 | -5  |
|                   | 8.   | Fostiras           | 57 | 30 | 10 | 7  | 13 | 39 | 45 | -6  |
|                   | 9.   | Īraklīs            | 57 | 30 | 9  | 9  | 12 | 40 | 48 | -8  |
|                   | 10.  | Proodeftikī        | 54 | 30 | 7  | 10 | 13 | 35 | 49 | -14 |
|                   | 11.  | Nikī Volo          | 52 | 30 | 5  | 12 | 13 | 35 | 54 | -19 |
|                   | 12.  | Apollōn Kalamarias | 52 | 30 | 5  | 13 | 12 | 30 | 51 | -21 |
|                   | 13.  | Arīs Salonicco     | 52 | 30 | 7  | 8  | 15 | 30 | 43 | -13 |
|                   | 14.  | Egaleo             | 51 | 30 | 7  | 7  | 16 | 26 | 52 | -26 |
|                   | 15.  | Panelefsiniakos    | 49 | 30 | 3  | 13 | 14 | 36 | 67 | -31 |
|                   | 16.  | Doxa Dramas        | 49 | 30 | 5  | 9  | 16 | 38 | 56 | -18 |

Legenda:

      Campione di Grecia
      Ammesso come supplente alla Coppa delle Coppe
      Retrocesso in Beta Ethniki
Note:

Tre punti a vittoria, due a pareggio, uno a sconfitta.
Apollon Kalamaria penalizzato di 1 punto.

### Verdetti
- Panathinaikos campione di Grecia 1961-62 e qualificato alla Coppa dei Campioni
- Olympiakos Pireo qualificato alla Coppa delle Coppe
- Panelefsiniakos e Doxa Drama retrocesse in Beta Ethniki.